# Roca del Xollat
La Roca del Xollat és una muntanya de 1.079 metres que es troba al municipi de la Morera de Montsant, a la comarca catalana del Priorat.